# Borîskovîci, Horohiv
Borîskovîci (în ucraineană Борисковичі) este un sat în comuna Branî din raionul Horohiv, regiunea Volînia, Ucraina.

## Demografie
Componența lingvistică a localității Borîskovîci
     Ucraineană (99,82%)
     Alte limbi (0,18%)
Conform recensământului din 2001, majoritatea populației localității Borîskovîci era vorbitoare de ucraineană (99,82%), existând în minoritate și vorbitori de alte limbi.